# 迪耐瑟二世
迪耐瑟二世（Denethor II）是英國作家托爾金奇幻小說《魔戒》裡的一個虛構角色。他是第二十六任剛鐸攝政王，也是最後一任具統治權的剛鐸攝政王。

## 生平
《魔戒三部曲：王者再臨》及附錄裡有述，迪耐瑟二世是一位具有強大意志力、先見之明及強大的人類，他熟識歷史，自信，且是攝政王一脈數百年來最有王者之氣的人。他對亞拉岡具有很大的戒心——阿拉贡曾為迪耐瑟二世的父親愛克西里昂二世（Ecthelion II）效力，享有很高的聲望，亞拉岡在迪耐瑟二世就位前四年從剛鐸失蹤。索龍哲爾（即亞拉岡，剛鐸皇室的後裔）曾引導愛克西里昂二世信任巫師甘道夫，迪耐瑟二世卻很猜忌甘道夫，對他始終保持著戒心。
迪耐瑟二世娶了多爾安羅斯領主的女兒芬朵拉斯，他們誕下了兩名孩子：波羅莫及法拉墨。芬朵拉斯逝世後，迪耐瑟二世沒有再婚，比之前變得更冷酷及沉默。
在小說裡，迪耐瑟二世曾秘密以真知晶球刺探索倫的實力。這使他迅速老化，使他陷入沮喪。與薩魯曼不同，迪耐瑟二世強大的意志力使索倫未能腐化他，但是，迪耐瑟二世從真知晶球得知索倫已部署強大的兵力準備進攻剛鐸。波羅莫之死進一步使他感到絕望，他變得更加冷酷。雖然如此，他仍運用所有資源來對抗索倫。
在帕蘭諾平原戰役爆發之前，剛鐸烽火台被点燃，剛鐸的軍隊從各省趕來，米那斯提力斯的非戰鬥人員撤至安全的地方。軍情緊急，迪耐瑟二世遣使攜同朱紅箭向洛汗求援。議會認為剛鐸已無迎擊之力，但迪耐瑟卻令剛鐸軍隊進駐奧斯吉力亞斯，欲利用奧斯吉力亞斯堅固的堡壘作為陣地，法拉墨及其他將軍雖然反對迪耐瑟二世這種做法，他們認為死守米那斯提力斯才是最佳的應敵方法，因為敵人的數量遠超守軍，但法拉墨只得領命。奧斯吉力亞斯很快就淪陷，殘存的奧斯吉力亞斯守軍撤回米那斯提力斯，當時法拉墨看似已無生命迹象（嚴重昏迷，但仍有心跳）。
這一次的大敗把迪耐瑟二世僅存的意志擊垮，他命令部下把他及法拉墨火葬，但被及時趕來的皮瑞格林·圖克、甘道夫及守衛貝瑞貢阻撓，最後他在絕望中將自己所知的一切脫口而出後將象徵宰相權位的白色權杖折斷，將它投進火堆裡後抱著真知晶球躍入火堆中躺下。自此以後，除非使用這顆真知晶球的人具有強大的意志，不然只會看見一雙老人的手在其中緩慢燃燒。
剛鐸攝政王及宰相的職務由法拉墨接任。

## 改編描述
1980年的動畫版《王者再臨》裡，威廉·康拉德（William Conrad）為迪耐瑟二世配音，彼得·禾漢（Peter Vaughan）則為1981年英國廣播公司電台劇《魔戒》系列的迪耐瑟二世配音。
彼得·傑克遜執導的電影《魔戒》系列裡，迪耐瑟二世由約翰·諾伯（John Noble）飾演。他的角色大體上與小說所述的不同，除了二部曲加長版片段中任命波羅莫收復奧斯吉力亞斯獲勝之外，他表現較瘋狂昏庸，他拒絕點燃剛鐸烽火臺求援（甘道夫令皮聘點燃）。他承認他較喜愛死去的長子波羅莫，令次子法拉墨率領騎兵對已淪陷的奧斯吉力亞斯進行自殺式襲擊。魔多軍隊兵臨城下，他又叫士兵放棄抵抗；甘道夫擊暈他，代為發號司令。
後來，他欲與重傷的法拉墨自焚，甘道夫及皮聘救出法拉墨，迪耐瑟二世已陷入烈火當中，迪耐瑟二世奔出火葬用的房間，從米那斯提力斯的高處墮下。在加長版裡，亞拉岡在王座旁發現了真知晶球，意味著迪耐瑟二世在看到索倫的軍隊後已感到絕望。
這些都與小說所述的不同，小說裡的迪耐瑟二世積極備戰，在看到重傷的法拉墨及戰事不利之前都沒有失常。

## 外部連結
- 迪耐瑟二世 中土百科全書
- 迪耐瑟二世 托爾金入門
- 迪耐瑟二世 （页面存档备份，存于）在Tolkien Gateway上的條目（英文）

| 先前 愛克西里昂二世 | 剛鐸攝政王 | 其後 法拉墨 |